# Тэбрем, Марта
Ма́рта Тэ́брем (англ. Martha Tabram; 10 мая 1849 — 7 августа 1888) — лондонская проститутка; вторая жертва убийств в Уайтчепеле и одна из предполагаемых жертв Джека-потрошителя.

## Биография
Марта родилась в Саутуарке, в одноимённом Лондонском боро, 10 мая 1849 года и была младшей из пятерых детей в семье владельца склада Чарльза Сэмюэля Уайта и Элизабет Доусетт; помимо самой Марты в семье было двое сыновей, Генри и Стивен, и двое дочерей, Эстер и Мэри Энн. В мае 1865 года Чарльз Сэмюэль и Элизабет развелись, а ещё через полгода отец Марты внезапно умер.
Марта сошлась с бригадиром упаковщиков на мебельном складе Генри Сэмюэлем Тэбремом и вышла за него замуж 25 декабря 1869 года. В 1871 супруги переехали в дом, расположенный рядом с домом, где прошло детство Марты. У пары родилось двое сыновей: Фредерик Джон в феврале 1871 и Чарльз Генри в декабре 1872. Брак не был счастливым из-за пристрастия Марты к алкоголю, вызывавшего тяжёлые припадки; в 1875 году Генри Сэмюэль бросил жену. На протяжении примерно трёх лет он платил Марте пособие в 12 шиллингов в неделю, затем сократил его до двух шиллингов и шести пенсов, когда узнал, что она живёт с другим мужчиной.
После расставания с мужем у Марты появился сожитель, плотник Генри Тёрнер, с которым она то сходилась, то расходилась начиная с 1876 года. Эти отношения также осложнялись алкоголизмом Марты, из-за чего время от времени она оказывалась на улице. Вместе с сыновьями она оказалась в списках работного дома Уайтчепельского союза на Томас-стрит за 1881 год. К 1888 году Тёрнер не имел регулярной работы, и Марте вместе с ним пришлось продавать всякие безделушки на улицах, а также заниматься проституцией; в это время около четырёх месяцев они проживали близ Коммершиал-роуд в Уайтчепеле. Примерно в начале июля они съехали с этого жилья из-за высокой аренды и окончательно расстались. Марта переехала в ночлежку на Джордж-стрит, 19 — в самое сердце трущоб Спитлфилдза.

## Убийство
Ночь перед убийством с 6 на 7 августа Марта Тэбрем провела в пабе «Ангел и корона» с другой проституткой Мэри Энн Коннелли и двумя солдатами. В районе 23:45 Марта рассталась с подругой и вместе с клиентом направилась в Джордж Ярд Билдингз, 37 — здание бывшей ткацкой фабрики, переделанное в жильё для аренды. Среди ночи постоялица здания миссис Хьюитт была разбужена криком «Убийство!», однако насилие и подобные крики здесь были обычным делом, и женщина не обратила внимания. В два часа ночи двое других постояльцев, супруги Махоуни, возвращались домой, однако ничего подозрительного не обнаружили. В это же время констебль Томас Баретт, патрулировавший окрестности, опрашивал гренадера, маячившего неподалёку, который ответил, что ждёт друга, который «ушёл с девочкой». В половине четвёртого утра постоялец Альберт Джордж Кроу возвращался домой после ночной работы кэбменом и заметил Марту Тэбрем, лежавшую на втором пролёте лестничной клетки. Площадка была тускло освещена, и Кроу принял Тэбрем за спящего бродягу.
В 4:45 утра другой постоялец, работник доков Джон Саундерс Ривз, спускаясь по лестнице по пути на работу, обнаружил тело Тэбрем; к этому времени уже было достаточно светло, и Ривз увидел, что женщина лежит на спине в луже крови. Одежда жертвы была изорвана, а ноги раздвинуты, что навело Ривза на мысль, что женщина подверглась насилию. Ривз выбежал на улицу, нашёл констебля Баррета и рассказал ему о своей ужасающей находке. Ривз и Баретт вернулись в Джордж Ярд Билдингз. Баретт послал за доктором Тимоти Робертом Киллином, чтобы тот осмотрел тело. Киллин прибыл в половине шестого утра и выяснил, что на тот момент Марта Тэбрем была уже мертва около трёх часов — следовательно, убийство произошло между двумя часами ночи и половиной четвёртого утра; в этот период постояльцы ничего не слышали. Киллин выяснил, что убийца нанёс Тэбрем 39 колотых ран, включая девять ударов в горло, пять в область левого лёгкого, два в область правого лёгкого, один в область сердца, пять в область печени, два в область селезёнки и шесть в область желудка; также имелись травмы нижней части живота и половых органов. Тело лежало на спине, а одежда была задрана до середины, обнажая нижнюю половину туловища, что указывало на сексуальный подтекст преступления. Киллин распорядился отправить тело в морг на Олд-Монтегю-стрит, чтобы сделать вскрытие. Однако врач не смог найти никаких признаков полового акта.

## Расследование
Расследование было начато 7 августа и поручено инспектору Службы столичной полиции Эдмунду Риду, служившему в отделе H Уайтчепела и расследовавшему ранее дело первой жертвы Уайтчепельских убийств Эммы Элизабет Смит. Констебль Баретт, сыгравший в расследовании бо́льшую роль, нежели обычно играл офицер, оказавшийся первым на месте преступления, сообщил Риду о том гренадере, которого опрашивал в районе двух часов ночи. По приблизительному описанию Баретта, гренадеру было около 22-26 лет, ростом он был 5 футов и 9 или 10 дюймов, светлокожий, темноволосый с тёмно-коричневыми усами, концы которых были закручены кверху.
7 августа констебль Баретт по поручению Рида отправился в Тауэр, чтобы попытаться разыскать того гренадера. Баретт, плохо запомнивший мужчину, сначала не узнал никого из показанных ему солдат, затем узнал одного мужчину, но потом передумал. Отказ от первоначального выбора, по словам Баррета, был обусловлен тем, что мужчина носил медали, в то время как у гренадера, остановленного констеблем близ места убийства, их не было. Второй подозреваемый, Джон Лири, заявил, что ночью он с приятелем Прайветом Лоу выпивал в Брикстоне и Биллингсгейте; Лоу подтвердил слова Лири, и оба они были исключены из списка подозреваемых. Ещё один солдат, капрал Бенджамин, покинул казармы в ночь убийства без разрешения, однако позднее выяснилось, что он навещал отца в Кингстоне.
Проститутка Мэри Энн Коннелли первоначально не желала сотрудничать с властями и спряталась в доме кузена близ Друри-Лейн, пока туда не нагрянула полиция 9 августа. 13 августа Конелли была доставлена в Тауэр, где не смогла опознать среди гренадеров клиентов, которых она и Тэбрем обслуживали в ту ночь. Она утверждала, что на тех солдатах были белые околыши, которые носили гвардейцы Колдстрима, а не гренадеры. 15 августа Коннелли отвезли в Веллингтонские казармы, где она указала на двух солдат, однако у обоих было твёрдое алиби: первый находился дома с женой, а второй не покидал казармы в ночь убийства.
Формально тело Марты Тэбрем было опознано 14 августа 1888 года её мужем. На момент смерти на ней был чёрный капот, длинная чёрная куртка, тёмно-зелёная юбка, коричневая нижняя юбка и чулки, а также изношенные весенние сапоги. Она была брюнеткой, ростом 5 футов 3 дюйма (ок. 160 см). Как и с делом Эммы Элизабет Смит, следствие зашло в тупик. 23 августа заместитель коронера юго-восточного Мидлсекса Джордж Кольер закрыл дело, объявив, что Марта Тэбрем была убита неизвестным лицом или группой лиц. Ни один подозреваемый по делу Тэбрем так и не был арестован.

### Связь с убийствами Джека-потрошителя
Газетные статьи, выпущенные в начале сентября 1888 года, связывали убийство Тэбрем с более ранним убийством Смит (4 апреля) и более поздним убийством Николз (31 августа), хотя перед смертью Смит успела рассказать, что на неё напали несколько человек (двое или трое). Последующие убийства Энни Чэпмен (8 сентября), «Двойное событие» (убийства Элизабет Страйд и Кэтрин Эддоуз 30 сентября) и Мэри Джейн Келли (9 ноября) пресса также связывала с убийством Тэбрем. Все эти пять жертв считаются каноническими жертвами Джека-потрошителя. Все женщины были заколоты, в качестве жертв преступник(и) выбирал(и) обнищавших проституток из Уайтчепела; преступления совершались, как правило, в тёмное время суток ранним утром в общедоступных местах в выходные или праздничные дни или непосредственно до и после них. Убийство Тэбрем, как и убийство Смит, произошло на следующий день после окончания банковских каникул.
Полиция не смогла связать убийство Тэбрем с убийством Смит, однако, связала с последующими пятью каноническими убийствами Джека-потрошителя. Более поздние исследования канонических убийств исключили Тэбрем из числа жертв Потрошителя, поскольку у неё не было перерезано горло, что являлось своеобразной визитной карточкой уайтчепелского маньяка. Эта точка зрения была выдвинута сэром Мелвиллом Макнотеном, помощником главного констебля уголовного розыска Службы столичной полиции, который предположил в меморандуме об убийствах в 1894 году, что Тэбрем была убита неизвестным солдатом или солдатами. Доктор Килин, проводивший посмертный осмотр Марты Тэбрем, был убеждён, что использовалось два вида оружия: один из них, вероятно длиннее и крепче, нанёс довольно глубокую рану в область грудной клетки, повредившую даже кость, в то время как другие раны были нанесены скорее всего тонким ножом.
Другие исследователи считали, что Марта Тэбрем стала жертвой Джека-потрошителя. Версия эта опровергает версию Макнотена на том основании, что он стал собирать материалы по этому делу только год спустя, поэтому в его записях отражено только мнение некоторых сотрудников полиции того времени, а в представленной информации о возможных подозреваемых содержится несколько фактических ошибок. После ухода солдата, с которым Тэбрем пришла из паба, у неё оставалось около двух часов на поиск нового клиента. Вполне возможно, что она столкнулась с Джеком-потрошителем; тот факт, что это убийство не совсем соответствовало почерку Потрошителя, могло говорить о том, что со временем он сменил modus operandi, как делал это позднее, нанося всё больше увечий жертвам. В то время как пять канонических убийств Потрошителя произошли примерно к северу, югу, востоку и западу от Уайтчепела, убийство Тэбрем произошло вблизи географического центра этого района. Вполне возможно, что её убийство было одним из первых совершенных Потрошителем, прежде чем он выбрал свою более позднюю линию поведения.

## В культуре
Марта Тэбрем появляется в двухсерийном документальном проекте 2011 года «Джек-потрошитель: Завершённая история»; роль исполнила Кэтрин Лоури. Она также является одним из персонажей американского художественного фильма 2001 года по мотивам одноимённого графического романа Алана Мура и Эдди Кэмпбелла «Из ада»; роль исполнила Саманта Спиро.